# Ovčinský potok
Ovčinský potok je potok v regionu Turňa, v západní části okresu Košice-okolí. Je to levostranný přítok Zlatné, měří 3,5 km a je tokem VI. řádu.

## Pramen
Pramení ve Volovských vrších, v podcelku Kojšovská hoľa na západojihozápadním svahu Ovčince (1011,8 m n. m.) v nadmořské výšce cca 895 m n. m.

## Popis toku
Od pramene teče zpočátku jihojihozápadním směrem přes Malou Zlatnou dolinu a následně se stáčí severojižním směrem. Na dolním toku se dále stáčí jihovýchodním směrem, zleva přibírá přítok z lokality Košiar a mění směr toku, přičemž k ústí již pokračuje jihojihozápadním směrem. V Zlatné dolině, SSZ od centra města Medzev, ústí v nadmořské výšce přibližně 416 m n. m. do Zlatné.